# (3555) Miyasaka
(3555) Miyasaka est un astéroïde de la ceinture principale découvert le 6 octobre 1931 à Heidelberg (024) par l'astronome allemand Karl Wilhelm Reinmuth. Sa désignation provisoire était 1931 TC1.